# Тип 74
Тип 74 74式戦車 (яп.  Нанаёнсики сэнся) — основной боевой танк Сухопутных сил самообороны Японии 1970-х годов. Не следует путать с Тип 74 (САУ)

## История
Разработан КБ Мицубиси в 1962—1973 годах. 
Первый прототип под названием STB-1 был создан в 1968 - 1969 годах, его планировалось оснащать автоматом заряжания и системой дистанционного управления зенитным пулемётом. Однако уже к 1971 году был представлен STB-3 с удлинённой конструкцией башни. От автомата заряжания и системы дистанционного управления было решено отказаться ввиду дороговизны и сложности конструкции.
Финальный прототип STB-6 был представлен в 1973 году. В 1975 танк был принят на вооружение и началось серийное производство.
К январю 1980 года было поставлено 225 машин.
Всего до окончания производства в 1988 году было выпущено 873 танков.
До начала серийного производства танка Тип 90 в 1990 году, был самым совершенным танком Сухопутных сил самообороны Японии.
В 2012 году на вооружение был принят новый танк Тип 10, призванный дополнить танковый парк Тип 90 и заменить уже морально устаревший Тип 74. 31 марта 2024 года было принято решение снять танки "тип 74" с вооружения. 27 мая 2024 года японское министерство обороны официально подтвердило, что все оставшиеся на вооружении танки "тип 74" (около 90 машин, которыми были укомплектованы три танковых батальона) будут сняты с вооружения.
Танк другим странам не поставлялся. В боевых действиях участия не принимал.
Помимо базового танка, выпускался также ряд специализированных машин на его базе. Инженерные танки на базе Тип 74 использовались в качестве бульдозеров для расчистки территории в районе аварии на АЭС Фукусима.

## Компоновочная схема
Для танка принята традиционная компоновочная схема с задним расположением МТО и раздельным размещением экипажа, состоящего из четырех человек: командир танка и наводчик — справа, заряжающий слева от пушки, а механик-водитель — в левой передней части корпуса. Особенностью танка является сравнительно малый объем обитаемых отделений, что обусловлено ориентацией на сравнительно низкорослых танкистов. Определенное влияние на компоновку оказало использование гидропневматической подвески, позволяющей изменять клиренс и положение танка относительно опорной поверхности.

## Вооружение
Основным вооружением является нарезная пушка L7 (Великобритания, 105 мм) с лицензионным концентрическим противооткатным устройством и термозащитным кожухом.
Первоначально в боекомплект входили бронебойные подкалиберные (типа англ. APDS) и бронебойно-фугасные снаряды с пластичным ВВ (англ. HESH), всего 55 выстрелов. Большая часть боекомплекта размещена в корпусе справа от водителя, меньшая — в кормовой нише башни.Позднее в боекомплект были введены более эффективные выстрелы типов БОПС и кумулятивно-осколочный многоцелевой (англ. HEAT-MP).
С пушкой спарен курсовой пулемет (7,62 мм, 4500 патронов). Между люками командира и заряжающего на кронштейне открыто установлен 12,7-мм зенитный пулемет (с боекомплектом 600 патронов). Огонь из пулемета может вести как заряжающий, так и командир. По бортам кормовой части башни установлено по три 60-мм дымовых гранатомёта.

## Система управления огнём (СУО)
- Tип 74 на учениях
- Tип 74 на учениях
- Тип 74 на учениях

Система управления огнем включает лазерный прицел-дальномер командира, основной и дополнительный прицелы наводчика, стабилизатор, баллистический вычислитель, пульты управления командира и наводчика, приводы управления. Функции измерения дальности и подготовки данных для стрельбы возложены на командира. Он пользуется комбинированным (день-ночь) перископическим прицелом, в который встроен лазерный дальномер на рубине, измеряющий дальность в пределах от 300 до 4000 метров с точностью десять метров. Прицел имеет восьмикратное увеличение и связан с пушкой с помощью параллелограммного устройства. Для кругового обзора предусмотрено пять перископических смотровых приборов, установленных по периметру основания командирского люка.
Наводчик пользуется основным комбинированным (день-ночь) перископическим прицелом с восьмикратным увеличением и вспомогательным комбинированным телескопическим прицелом. Ночные приборы активного типа, подсветка производится с помощью ксенонового прожектора, установленного слева от маски пушки.
Двухплоскостной стабилизатор с электромеханическим приводом наводки обеспечивает ведение огня из пушки и спаренного пулемета как наводчиком, так и командиром с помощью одинаковых пультов управления. Наводчик может использовать, кроме того, дублирующий ручной привод наводки по вертикали и по горизонту.

## Бронирование
По уровню защиты Тип 74 близок к танкам М60А1 и «Леопард-1». Броня гомогенная стальная, корпус сварной, башня литая с плавными обводами и значительными углами наклона. Максимальная толщина брони лобовой части корпуса составляет 110 мм при угле наклона 65 градусов. 
По экспертным оценкам эффективная толщина брони (ВЛД и лоб башни) составляет около 190 мм.
Танк оборудован системой защиты от ОМП.

## Двигатель и трансмиссия
В кормовой части в МТО размещены в едином силовом блоке двигатель с трансмиссией и обслуживающими системами, а также два топливных бака и четыре аккумулятора.
На танке установлен двухтактный дизель воздушного охлаждения (V-образный, десятицилиндровый, многотопливный, 750 л.с.). На двигателе смонтированы два осевых вентилятора и кожухи для направления потока охлаждающего воздуха. В передней части двигателя установлены два турбокомпрессора, каждый из которых имеет связь с коленчатым валом, что обеспечивает необходимую раскрутку компрессора при пуске двигателя.
Трансмиссия Мицубиси-МТ7SА механическая, планетарная, с фрикционным включением передач (шести переднего и одной заднего хода) и дифференциальным механизмом поворота

## Ходовая часть
Ходовая часть пятиопорная, без поддерживающих катков. Особенностью танка является установка гидропневматической подвески внутри корпуса. Первая и пятая пары узлов подвесок регулируются с места водителя или командира. При этом могут изменяться дифферент (на 6 °), крен (на 9 °), клиренс (на 45 см). При необходимости подвеска может блокироваться (при повреждении, при стрельбе и т.д.).
Натяжение гусениц может регулироваться с места механика-водителя с помощью гидропривода натяжного механизма. Опорные катки двухскатные. На танке применяются гусеницы с резинометаллическими шарнирами параллельного типа.
По показателям подвижности Т-74 занимает промежуточное положение между танками «Леопард-1» и М60А1. Максимальная скорость 53 км/ч. Запас хода 300 км.
Тип 74 приспособлен для подводного движения (при установке трубы-лаза над командирским люком и двух труб для отработавших газов). Один танк в каждой роте оснащен бульдозерным отвалом.

## Варианты

### Варианты 1970-х
- Tип 74 (74式戦車 初期生産型)
- Tип 74B (B型)

### Модификации 1980-х
- Tип 74C (C型)
- Tип 74D (D型)
- Tип 74E (E型)
- Tип 74F (F型)

### Последняя модификация 1990-1993 годов
- Т-74G-Kai (G型/改) - Предположительно имеет новую СУО, пассивную ИК-камеру, БОПС нового образца, боковые экраны для защиты от кумулятивных и фугасных боеприпасов. Т-74-G-Kai стал последней попыткой модификации Т-74, но в 1993 была отменена ввиду неоправданной стоимости.

## Машины на базе Тип 74
- Тип 87 — зенитная самоходная установка
- Тип 78 - бронированная ремонтно-эвакуационная машина
- МУ-91 — мостоукладчик

## Страны-эксплуатанты
- Япония — по данным отчётов Японии в ООН, в 1998[9]-1999 годы на вооружении находилось 873 танка, в 2000 году их число уменьшилось до 862[10]. В ходе обновления бронетанкового парка в следующие годы их количество постепенно сокращалось, но в 2023 году на вооружении оставалось 80 танков[11]. Окончательно снят с вооружения в конце марта 2024 года[уточнить].

## В искусстве
Танк Тип 74 — главное действующее лицо аниме Those Who Hunt Elves, в котором в него переселяется душа котёнка, после чего у него появляются зачатки разума и он теряет потребность в постоянной заправке топливом из местных фиг. В эту боевую машину также трансформируется десептикон Блитцвинг (в русском переводе Разряд) в Transformers G1 и The Headmasters. В первой серии аниме Neon Genesis Evangelion появляется колонна из этих танков, она же перенеслась в первую часть ребилдов Евангелиона.

## В компьютерных играх

### Armored Warfare: Проект Армата
Тип 74 занимает место на 5 уровне, представлен в виде премиумного ОБТ - выдавался в качестве приза за прохождение Боевого пути "Наследие Энигмы". Имеется гидропневматическая подвеска и боеукладка первой очереди на 3 снаряда.

### World of Tanks/Мир Танков
STB-1 (первый прототип) представлен в качестве среднего танка 10 уровня ветви развития Японии (гидропневматическая подвеска реализована начиная с версии 1.6).

### WarThunder
STB-2, Tип-74 модификаций C/E/F/G-Kai, представлены в качестве танков 5 и 6 ранга ветви развития Японии.

### World of Tanks Blitz/Tanks Blitz
STB-1 представлен в качестве среднего танка 10 уровня ветви развития Японии. На момент версии игр 10.3 он считается одним из самых лучших танков игры по мнению аудитории

### Tanktastic
Тип 74 (серийный STB-6) доступен в блоке стран Азии.

## Сопоставимые типы танков
- Т-62
- M60
- «Леопард-1»
- AMX-30